# Joep Onderdelinden
Joep Onderdelinden, geboren als René Onderdelinden (Cruquius, 8 september 1965) is een Nederlands acteur, presentator en cabaretier, die bekend is van vooral veel kleine rollen in Nederlandse televisieprogramma's en films.

## Biografie
Tijdens zijn studie aan de Toneelacademie Amsterdam begon Onderdelinden aan zijn loopbaan. Hij is verbonden geweest aan veel uiteenlopende theater- en televisieproducties. Hij vertolkte vele hoofdrollen bij vaste theatergezelschappen zoals Het Zuidelijk Toneel, Ro Theater, NNT en Hollandia en in tientallen Nieuwe De La Mar/Bellevue- en Toneelschuurproducties.
Onderdelinden speelde de hoofdrol in de musicals Funny Girl, Willeke, Carlie, Ja Zuster Nee Zuster en HEMA- de musical.
In 2012 regisseerde hij de mini-musical Alles of iets.
Daarna richtte hij zich tevens op het schrijven en spelen van solovoorstellingen. Van 1 november 2013 tot en met 21 mei 2014 toerde hij door het land met zijn programma Dus.
Het meest bekend is Onderdelinden van zijn rol als Postbode Siemen in de VPRO- productie Zaai. Daarnaast had hij rollen in series als Seth en Fiona en De Jimmy Hopper Show en speelt hij ieder jaar als Piet in Het Sinterklaasjournaal.
Onderdelinden is ook regelmatig als presentator actief, o.a. van de televisieprogramma's Tegen de Klok, Mam, het begint!, WVC en De dokter van Bart.

## Theaterprogramma's
- 1989 - Beste Maatjes (samen met Paul de Leeuw en Hans Breetveld)
- 2003/2004 - Joep
- 2005/2006 - Strak!
- 2007/2008 - Worst
- 2009/2010 - Ja Zuster,Nee Zuster - Gerrit & Opa
- 2010/2011 - Nat
- 2012/2013 - Hema de musical - Van Seumeren
- 2013/2014 - Dus
- 2015/2015 - Boer wil betere vrouw - Boer Ties Tiekema
- 2015/2016 - Taart
- 2016/2017 - Ooit
- 2017/2018 - Het bos draaft door - Twan
- 2018 - Alone@Home - Stuntelige boef

## Filmografie
- 1993 - Ad fundum - Joop
- 1993 - "Bureau Kruislaan - Bruidegom (aflevering: "Bloed onder de nagels")
- 1994 - Seth & Fiona - Roel
- 1994 - Pril geluk - Meis' vriend
- 1995 - Flodder: The final Story - Politieagent
- 1997 - All Stars (film) - Presentator
- 1997 - Baantjer - Menno Karremans (aflevering 32)
- 1998 - Otje - Werknemer 103 van Hotel Bontebaai
- 1998 - Zaai - Postbode Siemen (1998-2003)
- 1998 - Kinderen voor Kinderen 19 - Meneer de Kuip (1998)
- 1999 - All Stars (televisieserie): Make Love Not War - Televisieverslaggever
- 2001 - Minoes - Leraar
- 2002 - Ja zuster, nee zuster - Agent 2
- 2003 - Kees de jongen - Gymleraar
- 2003 - Spangen: Wasdom - Bob
- 2007 - Gooische vrouwen - Medewerker asielzoekerscentrum (aflevering: Het ongeluk)
- 2008 - Sinterklaasjournaal - Zorgpiet (2008, 2012) Luisterpiet (2013-heden)
- 2015 - Sneeuwwitje en de zeven kleine mensen - Klein mensje
- 2016 - De mannen van dokter Anne - Dokter Vos
- 2020 - Kinderen voor Kinderen 41 - Opnameleider